# Saint-Geyrac
Cet article concerne une commune du département de la Dordogne. Pour le cours d'eau, voir Saint-Geyrac (ruisseau).
Saint-Geyrac est une commune française située dans le département de la Dordogne, en région Nouvelle-Aquitaine.

## Géographie

### Généralités
La commune de Saint-Geyrac est incluse dans l'aire d'attraction de Périgueux.

### Communes limitrophes
Saint-Geyrac est limitrophe de six autres communes.
| Saint-Pierre-de-Chignac | Saint-Crépin-d'Auberoche            | Bassillac et Auberoche             |
|                         | Saint-Geyrac                        | Rouffignac-Saint-Cernin-de-Reilhac |
| La Douze                | Saint-Félix-de-Reillac-et-Mortemart |                                    |

### Géologie et relief

#### Géologie
Situé sur la plaque nord du Bassin aquitain et bordé à son extrémité nord-est par une frange du Massif central, le département de la Dordogne présente une grande diversité géologique. Les terrains sont disposés en profondeur en strates régulières, témoins d'une sédimentation sur cette ancienne plate-forme marine. Le département peut ainsi être découpé sur le plan géologique en quatre gradins différenciés selon leur âge géologique. Saint-Geyrac est située dans le troisième gradin à partir du nord-est, un plateau formé de calcaires hétérogènes du Crétacé.
Les couches affleurantes sur le territoire communal sont constituées de formations superficielles du Quaternaire et de roches sédimentaires datant pour certaines du Cénozoïque, et pour d'autres du Mésozoïque. La formation la plus ancienne, notée c4b-c, date du Santonien moyen à supérieur, composée de calcaire crayo-glauconieux avec niveaux à huîtres (P. vesicularis), devenant au sommet plus grossier à silex et rudistes (formation de Saint-Félix-de-Reillac), faciès pouvant évoluer vers des sables fins et grès carbonatés à rudistes. La formation la plus récente, notée CFvs, fait partie des formations superficielles de type colluvions carbonatées de vallons secs : sable limoneux à débris calcaires et argile sableuse à débris. Le descriptif de ces couches est détaillé dans  la feuille « no 783 - Thenon » de la carte géologique au 1/50 000 de la France métropolitaine, et sa notice associée.

Carte géologique de Saint-Geyrac.

#### Relief et paysages
Le département de la Dordogne se présente comme un vaste plateau incliné du nord-est (491 m, à la forêt de Vieillecour dans le Nontronnais, à Saint-Pierre-de-Frugie) au sud-ouest (2 m à Lamothe-Montravel). L'altitude du territoire communal varie quant à elle entre 153 mètres et 257 mètres,.
Dans le cadre de la Convention européenne du paysage entrée en vigueur en France le 1er juillet 2006, renforcée par la loi du 8 août 2016 pour la reconquête de la biodiversité, de la nature et des paysages, un atlas des paysages de la Dordogne a été élaboré sous maîtrise d’ouvrage de l’État et publié en octobre 2020. Les paysages du département s'organisent en huit unités paysagères,. La commune fait partie du Périgord central, un paysage vallonné, aux horizons limités par de nombreux bois, plus ou moins denses, parsemés de prairies et de petits champs.
La superficie cadastrale de la commune publiée par l'Insee, qui sert de référence dans toutes les statistiques, est de 17,10 km2,,. La superficie géographique, issue de la BD Topo, composante du Référentiel à grande échelle produit par l'IGN, est quant à elle de 17,87 km2.

### Hydrographie

#### Réseau hydrographique
La commune est située dans le bassin de la Dordogne au sein du Bassin Adour-Garonne. Elle est drainée par le ruisseau de Saint-Geyrac,.
Le Saint-Geyrac, d'une longueur totale de 20,36 km, prend sa source à Fossemagne et se jette dans le Manoire en rive gauche à Boulazac Isle Manoire (territoire de l'ancienne commune de Saint-Laurent-sur-Manoire),. Il traverse le nord de la commune d'est en ouest sur près de cinq kilomètres, dont 800 mètres servent de limite avec Rouffignac-Saint-Cernin-de-Reilhac.

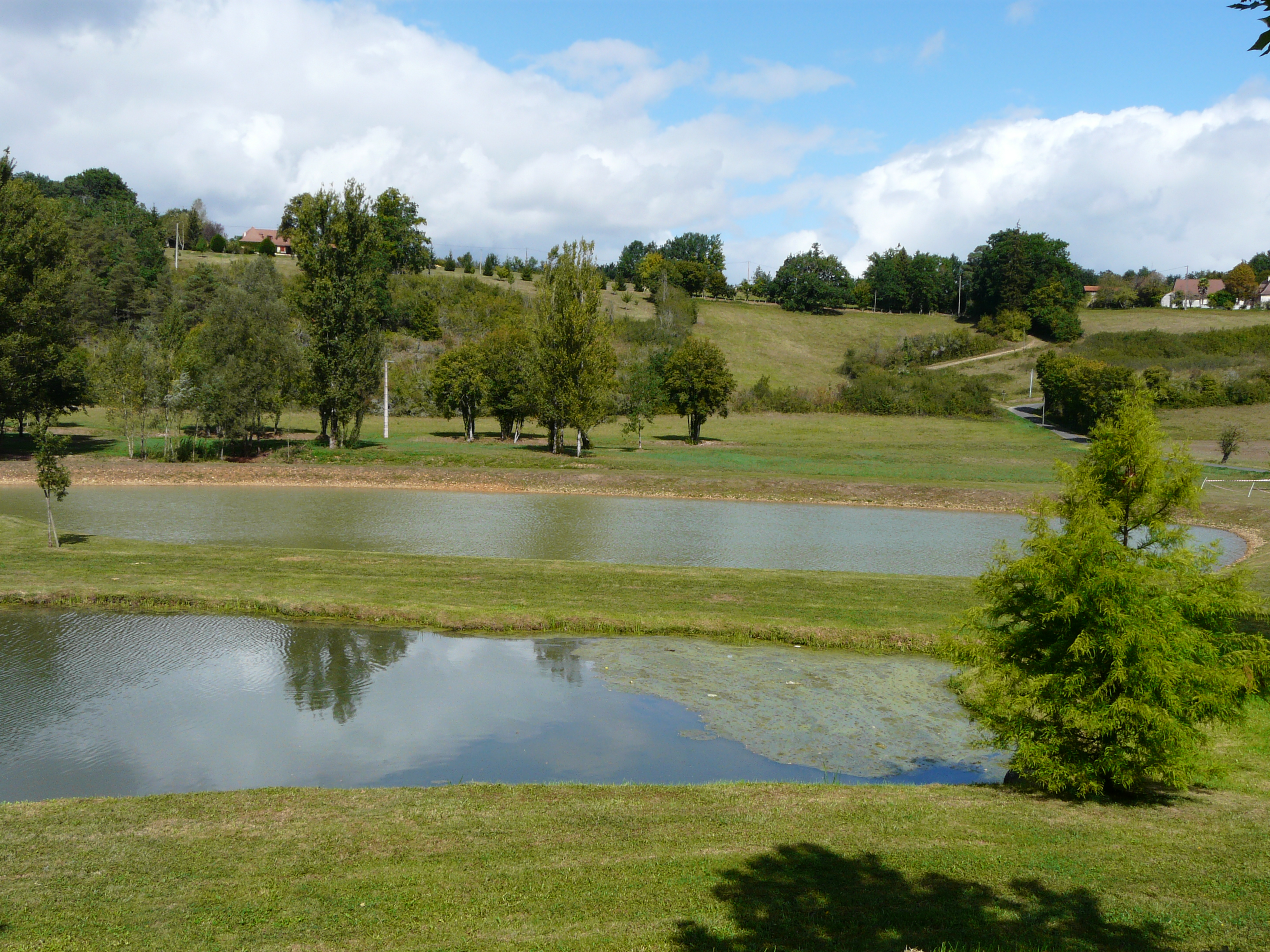
Les étangs alimentés par le ruisseau de Saint-Geyrac au niveau du bourg.
Réseaux hydrographique et routier de Saint-Geyrac.
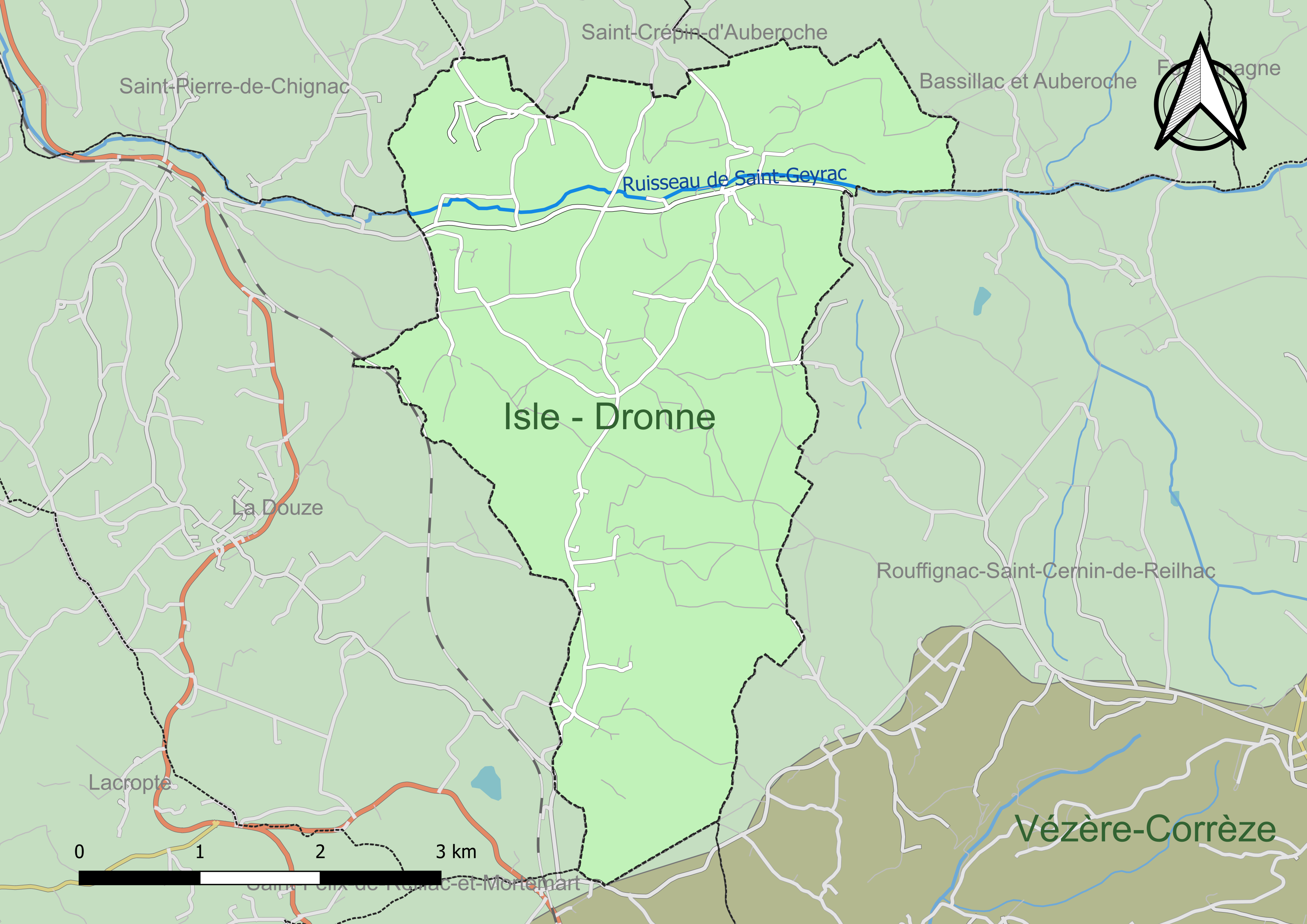
Carte des schémas d'aménagement et de gestion des eaux (SAGE) couvrant le territoire communal de Saint-Geyrac.

#### Gestion et qualité des eaux
Le territoire communal est couvert par les schémas d'aménagement et de gestion des eaux (SAGE) « Isle - Dronne » et « Vézère-Corrèze ». Le SAGE « Isle - Dronne », dont le territoire regroupe les bassins versants de l'Isle et de la Dronne, d'une superficie de 7 500 km2, a été approuvé le 2 août 2021. La structure porteuse de l'élaboration et de la mise en œuvre est l'établissement public territorial de bassin de la Dordogne (EPIDOR). Le SAGE « Vézère-Corrèze », dont le territoire regroupe les bassins versants de la Vézère et de la Corrèze, d'une superficie de 3 730 km2 est en cours d'élaboration. La structure porteuse de l'élaboration et de la mise en œuvre est le conseil départemental de la Corrèze. Ils définissent chacun sur leur territoire les objectifs généraux d’utilisation, de mise en valeur et de protection quantitative et qualitative des ressources en eau superficielle et souterraine, en respect des objectifs de qualité définis dans le troisième SDAGE  du Bassin Adour-Garonne qui couvre la période 2022-2027, approuvé le 10 mars 2022.
La quasi-intégralité du territoire communal dépend du SAGE Isle - Dronne. Seule une infime partie au sud, en limite de Saint-Félix-de-Reillac-et-Mortemart, est rattachée au SAGE Vézère-Corrèze.
La qualité des eaux de baignade et des cours d’eau peut être consultée sur un site dédié géré par les agences de l’eau et l’Agence française pour la biodiversité.

### Climat
Pour des articles plus généraux, voir Climat de la Nouvelle-Aquitaine et Climat de la Dordogne.
En 2010, le climat de la commune est de type climat océanique altéré, selon une étude s'appuyant sur une série de données couvrant la période 1971-2000. En 2020, Météo-France publie une typologie des climats de la France métropolitaine dans laquelle la commune est toujours exposée à un climat océanique altéré et est dans la région climatique  Aquitaine, Gascogne, caractérisée par une pluviométrie abondante au printemps, modérée en automne, un faible ensoleillement au printemps, un été chaud (19,5 °C), des vents faibles, des brouillards fréquents en automne et en hiver et des orages fréquents en été (15 à 20 jours).
Pour la période 1971-2000, la température annuelle moyenne est de 12,1 °C, avec  une amplitude thermique annuelle de 14,9 °C. Le cumul annuel moyen de précipitations est de 937 mm, avec 12,3 jours de précipitations en janvier et 7,1 jours en juillet. Pour la période 1991-2020, la température moyenne annuelle observée sur la station météorologique la plus proche, située sur la commune de Bassillac et Auberoche à 9 km à vol d'oiseau, est de 13,1 °C et le cumul annuel moyen de précipitations est de 480,0 mm. Pour l'avenir, les paramètres climatiques de la commune estimés pour 2050 selon différents scénarios d’émission de gaz à effet de serre sont consultables sur un site dédié publié par Météo-France en novembre 2022.

## Urbanisme

### Typologie
Au 1er janvier 2024, Saint-Geyrac est catégorisée commune rurale à habitat très dispersé, selon la nouvelle grille communale de densité à 7 niveaux définie par l'Insee en 2022.
Elle est située hors unité urbaine. Par ailleurs la commune fait partie de l'aire d'attraction de Périgueux, dont elle est une commune de la couronne,. Cette aire, qui regroupe 49 communes, est catégorisée dans les aires de 50 000 à moins de 200 000 habitants,.

### Occupation des sols
L'occupation des sols de la commune, telle qu'elle ressort de la base de données européenne d’occupation biophysique des sols Corine Land Cover (CLC), est marquée par l'importance des forêts et milieux semi-naturels (64,6 % en 2018), une proportion sensiblement équivalente à celle de 1990 (65 %). La répartition détaillée en 2018 est la suivante : 
forêts (59 %), zones agricoles hétérogènes (32,8 %), milieux à végétation arbustive et/ou herbacée (5,6 %), prairies (2,6 %). L'évolution de l’occupation des sols de la commune et de ses infrastructures peut être observée sur les différentes représentations cartographiques du territoire : la carte de Cassini (XVIIIe siècle), la carte d'état-major (1820-1866) et les cartes ou photos aériennes de l'IGN pour la période actuelle (1950 à aujourd'hui).

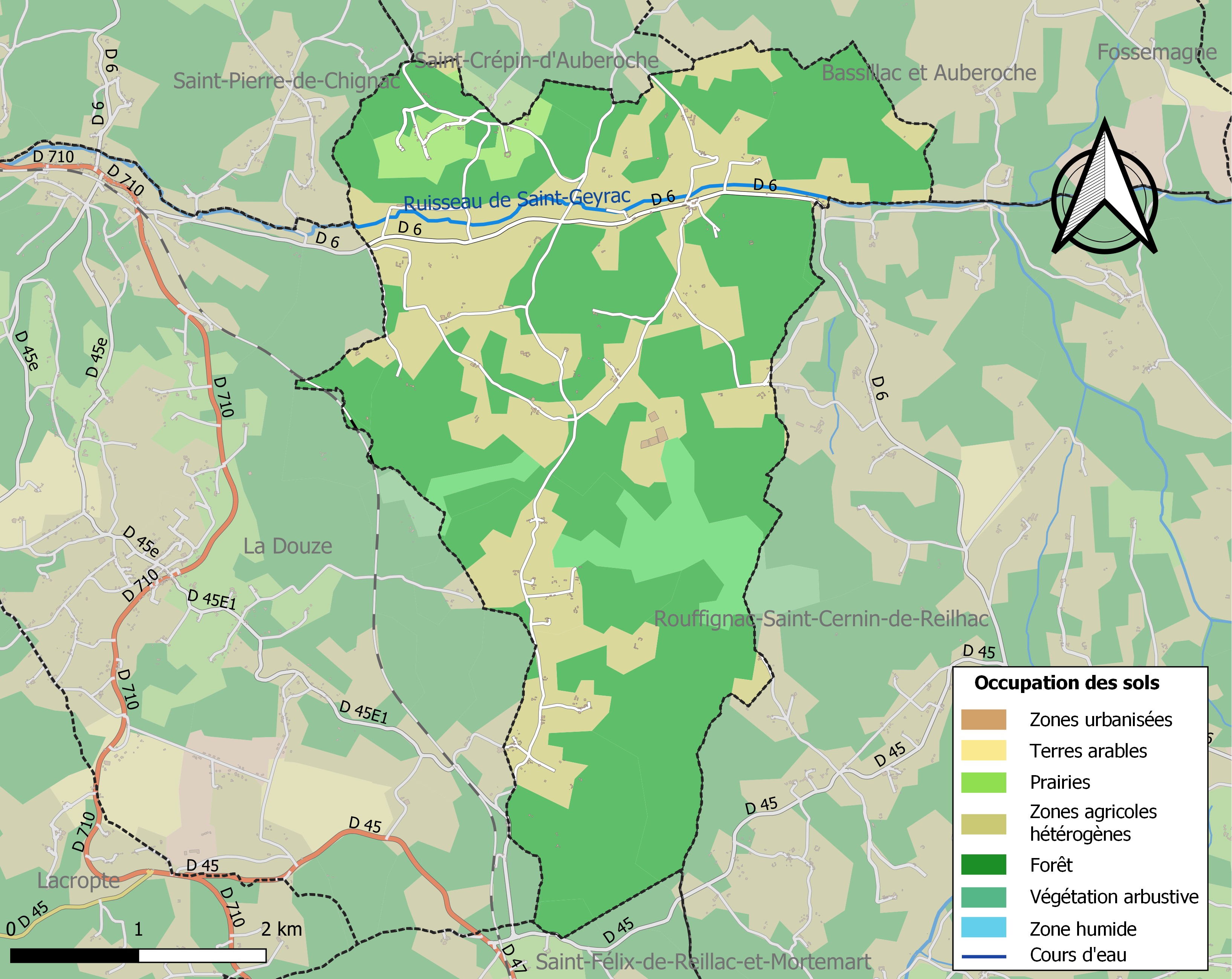
Carte des infrastructures et de l'occupation des sols de la commune en 2018 (CLC).

### Prévention des risques
Le territoire de la commune de Saint-Geyrac est vulnérable à différents aléas naturels : météorologiques (tempête, orage, neige, grand froid, canicule ou sécheresse), feux de forêts, mouvements de terrains et séisme (sismicité très faible). Un site publié par le BRGM permet d'évaluer simplement et rapidement les risques d'un bien localisé soit par son adresse soit par le numéro de sa parcelle.
Saint-Geyrac est exposée au risque de feu de forêt. L’arrêté préfectoral du 14 mars 2013 fixe les conditions de pratique des incinérations et de brûlage dans un objectif de réduire le risque de départs d’incendie. À ce titre, des périodes sont déterminées : interdiction totale du 15 février au 15 mai et du 15 juin au 15 octobre, utilisation réglementée du 16 mai au 14 juin et du 16 octobre au 14 février. En septembre 2020, un plan inter-départemental de protection des forêts contre les incendies (PidPFCI) a été adopté pour la période 2019-2029,.

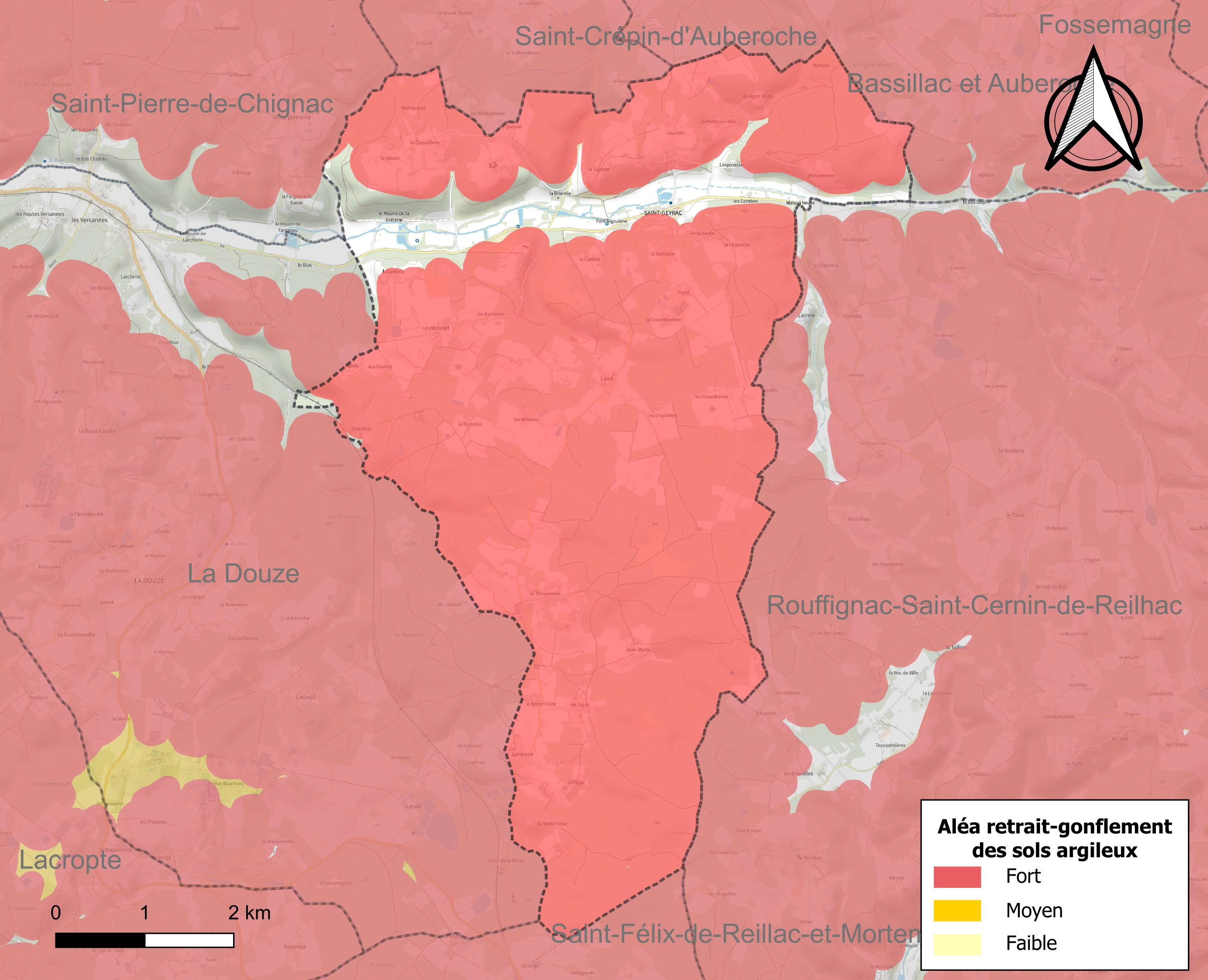
Carte des zones d'aléa retrait-gonflement des sols argileux de Saint-Geyrac.

Les mouvements de terrains susceptibles de se produire sur la commune sont des tassements différentiels. Le retrait-gonflement des sols argileux est susceptible d'engendrer des dommages importants aux bâtiments en cas d’alternance de périodes de sécheresse et de pluie. 90 % de la superficie communale est en aléa moyen ou fort (58,6 % au niveau départemental et 48,5 % au niveau national métropolitain). Depuis le 1er octobre 2020, en application de la loi ÉLAN, différentes contraintes s'imposent aux vendeurs, maîtres d'ouvrages ou constructeurs de biens situés dans une zone classée en aléa moyen ou fort,.
La commune a été reconnue en état de catastrophe naturelle au titre des dommages causés par les inondations et coulées de boue survenues en 1982, 1983 et 1999, par la sécheresse en 1989, 1992, 1995, 2005 et 2011 et par des mouvements de terrain en 1999.

## Toponymie
Le saint tutélaire et patron de la paroisse est saint Cyr, martyr à Tarse en Cilicie. C’était un enfant de trois ans. Il mourut avec sa mère sainte Juliette. On le fête le 16 juin.
Le nom grec Kyrikos est souvent déformé en Cirice, Cirq, Cricq, Ciers, Ciergues. Geyrat pourrait bien être aussi une déformation de Cyr.
À cent mètres de l’église se trouvait une chapelle dédiée à saint Cirice. Le lieu est resté dit de la Chapelle Saint-Cirice.
L’église possède une statue de Saint-Cirice et de sa mère : statue fort ancienne en bois qui se trouve actuellement au musée d’art religieux de Chancelade.
Le nom a évolué :
- En 1273, dans les archives des comtes du Périgord (Archambaud III, mort en 1295) : Sengeyrac.
- Un document pontifical d’Innocent VI (1352-1362) écrit aussi Sengeyracum.
- En 1365, Sanctum Geyracum.
- En 1380, ecclésiastiques de Sengeyraco (PV de Pierre des Mortiers).
- En 1555, Sengeirat.
- En 1688, sur un acte notarié, S Geira.

Sur la carte de Cassini représentant la France entre 1756 et 1789, le village est identifié sous le nom de Saint Geyrat.
La commune porta, au cours de la période révolutionnaire de la Convention nationale (1792-1795), le nom d'Union.
En occitan, la commune porte le nom de Sengeirac.

## Histoire
Le curé Farginel, dans le but d’éviter toutes polémiques, met par écrit le plan des tombeaux en l’église de Saint-Geyrac le 18 mai 1735. Voici la transcription telle quelle, la compréhension du texte original ne posant pas de difficultés particulières :
Saint-Geyrac le 18 mai 1735.
Voyci ceux qui ont droit de tombeaux et de chapelle
Mr de la vidalie droit de chapelle et de tombeaux
en icelle du cotte de lepitre
Le Sr reynaud a droit de chapelle et de tombeaux
‘Il y a dans la chapelle 2 poutres et six chevrons et 22 tables ou planches’
Le Sr brassat de la grelerie droit de chapelle
et de tombeaux sil fait paver et couvrir la chapelle
Les Srs montayaud lestelou et ladel droit de
chapelle et de tombeaux avec dautres dont les places
sont interdites
Dans la nef de leglise du cotte de levangile brassac
sive lapeyriere sont en pocession de six pieds
de large et six en long ‘pres’ la grosse pile de la chapelle
de raynaud
plus bas les sengilion famille eteinte
succederent les escaliers six pieds de large et
six pieds en long famille estainte encore
plus bas la chapelle famille etainte toutes
ces places qui estoint serviles ont recouvert
leur liberte en faveur de leglise
plus bas sont les tombeaux de fondalby six
pied de large et six en long
plus bas sont les tombeaux des deux
famille de tibal de laureille en indivis de
six pied de large et six pied de long sous la rante ‘annuelle’
plus bas et pres les fons baptismeaux plasses
vaquantes et interdites
du cotte de lepitre pres la pile de la chapelle
de notre Dame sont les tombeaux du Sr larue
six pieds de large et six pieds en long
plus bas les tombeaux du Sr chabasse sivé
forty de loubiat trois places vaquantes entre
deux et ledit sieur la rue et le sieur chabasse
de six pieds de large et six en long
plus bas les tombeaux de pierre de loubiat sivé
de monsieur peyly par succession de six pieds de
large et six en long
plus bas une place qui a eté vandue a pierre
lacombe marguillier aux conditions quil payeroit
et quil fairoit paver il na jamay voulu faire ny
lun ny lautre laquelle place est interdite six
pieds de large
plus bas sont les tombeaux de doujnisou destreguilh
soubs une rente obituelle dont les arrerages sont grands,
pres le benitier six pieds de large et six en long
le milieu de leglise de six pieds de large depuy
la porte jusques au sanctuaire libre toutes les places
non pavées demeurent interdites
Farginel curé a my ces memoires pour eviter les
contestations ordinaires qui arrivent ordinairement
entre les curés et les parroissiens a quoy on doit ajouter
foy il ny a qu’a appeler les enciens en foy de quoy
jay signé. Le 18 may 1735
Farginel, curé

## Politique et administration

### Administration municipale
La population de la commune étant comprise entre 100 et 499 habitants au recensement de 2017, onze conseillers municipaux ont été élus en 2020,.

### Liste des maires
| Période                                  | Période      | Identité                | Étiquette | Qualité                           |
| ---------------------------------------- | ------------ | ----------------------- | --------- | --------------------------------- |
| Les données manquantes sont à compléter. |              |                         |           |                                   |
| janvier 1790                             |              | François Reynaud        |           | Avocat                            |
| 1792                                     |              | M. Brassat              |           |                                   |
| 1793 (an III)                            |              | Claude Beaupuy          |           |                                   |
| 1795                                     |              | M. Desmaison            |           |                                   |
| 1800 (an VIII)                           |              | Pierre Brassat Meynot   |           |                                   |
| 1807                                     | 1830         | François Desmaison      |           |                                   |
| 1830                                     |              | François Gérard         |           |                                   |
| 1832                                     | 1834         | François Desmaison      |           |                                   |
| 1834                                     | 1840         | Pierre Foulcon Peyli    |           |                                   |
| 1840                                     |              | M. Laroche Lacoudomie   |           | Médecin                           |
| 1842                                     | février 1879 | Joseph Brachet Lamenuze |           |                                   |
| 1879                                     |              | M. Foulcon Peyli        |           |                                   |
| 1881                                     | 1900         | Marc de Salleneuve      |           |                                   |
| 1900                                     | 1926         | Marc Fournet de Vaux    |           |                                   |
| novembre 1926                            | juillet 1932 | Jean Augustin Théodore  |           |                                   |
| décembre 1932                            | 1945         | Louis Plazanet          |           |                                   |
| mai 1945                                 | février 1947 | Théophile Renaudie      |           |                                   |
| juin 1947                                | 1953         | Louis Bord              |           |                                   |
| mai 1953                                 |              | Gaëtan de Lorgeril      |           |                                   |
| mars 1959                                | 1971         | André Beaupuy           |           |                                   |
| mars 1971                                |              | Robert Théodore         |           |                                   |
| 1977                                     | juin 1995    | René Bellinet           |           |                                   |
| juin 1995                                | juillet 2020 | Jean-François Mathieu   | DVG       | Retraité de l'éducation nationale |
| juillet 2020                             | En cours     | Nils Fouchier           | DVG       | Directeur de centre social        |

## Équipements et services publics

### Justice
En 2023, dans le domaine judiciaire, Saint-Geyrac relève : 
- du tribunal judiciaire, du tribunal pour enfants, du conseil de prud'hommes et du tribunal de commerce de Périgueux ;
- du pôle Nationalité du tribunal judiciaire de Périgueux (compétent uniquement dans le domaine de la nationalité) ;
- de la cour d'appel, du tribunal administratif et de la  cour administrative d'appel de Bordeaux.

## Population et société

### Démographie
Les habitants de Saint-Geyrac se nomment les Saint Geyracois.
L'évolution du nombre d'habitants est connue à travers les recensements de la population effectués dans la commune depuis 1793. Pour les communes de moins de 10 000 habitants, une enquête de recensement portant sur toute la population est réalisée tous les cinq ans, les populations de référence des années intermédiaires étant quant à elles estimées par interpolation ou extrapolation. Pour la commune, le premier recensement exhaustif entrant dans le cadre du nouveau dispositif a été réalisé en 2004.

En 2022, la commune comptait 192 habitants, en évolution de −3,52 % par rapport à 2016 (Dordogne : +0,37 %, France hors Mayotte : +2,11 %).
| 1793 | 1800 | 1806 | 1821 | 1831 | 1836 | 1841 | 1846 | 1851 |
| ---- | ---- | ---- | ---- | ---- | ---- | ---- | ---- | ---- |
| 600  | 525  | 539  | 536  | 696  | 687  | 676  | 590  | 662  |

| 1856 | 1861 | 1866 | 1872 | 1876 | 1881 | 1886 | 1891 | 1896 |
| ---- | ---- | ---- | ---- | ---- | ---- | ---- | ---- | ---- |
| 712  | 708  | 706  | 702  | 680  | 601  | 563  | 575  | 587  |

| 1901 | 1906 | 1911 | 1921 | 1926 | 1931 | 1936 | 1946 | 1954 |
| ---- | ---- | ---- | ---- | ---- | ---- | ---- | ---- | ---- |
| 551  | 520  | 514  | 468  | 432  | 409  | 437  | 375  | 306  |

| 1962 | 1968 | 1975 | 1982 | 1990 | 1999 | 2004 | 2006 | 2009 |
| ---- | ---- | ---- | ---- | ---- | ---- | ---- | ---- | ---- |
| 265  | 253  | 244  | 235  | 212  | 199  | 225  | 220  | 242  |

| 2014 | 2019 | 2022 | - | - | - | - | - | - |
| ---- | ---- | ---- | - | - | - | - | - | - |
| 207  | 197  | 192  | - | - | - | - | - | - |

### Manifestations culturelles et festivités
- Un dimanche de fin mai, Fête de la nature[52].

## Économie

### Emploi
En 2015, parmi la population communale comprise entre 15 et 64 ans, les actifs représentent 92 personnes, soit 45,3 % de la population municipale. Le nombre de chômeurs (douze) a augmenté par rapport à 2010 (neuf) et le taux de chômage de cette population active s'établit à 12,8 %.

### Établissements
Au 31 décembre 2015, la commune compte 21 établissements, dont sept au niveau des commerces, transports ou services, sept dans l'agriculture, la sylviculture ou la pêche, quatre dans la construction, et trois relatifs au secteur administratif, à l'enseignement, à la santé ou à l'action sociale.

## Culture locale et patrimoine

### Lieux et monuments
À droite sur la route départementale 6 en venant de Périgueux, le château de Montferrier du XVIIe siècle est accosté de communs et d’un pavillon Louis XIII. Sur les collines, en face du château, la chartreuse de la Côte (ou gentilhommière de la Cotte) conserve des boiseries intéressantes du XVIIIe siècle. Avant le château, se situe la chartreuse de la Grêlerie du XVIIIe siècle.
L'église Saint-Cyr, romane, retouchée au XVe siècle, ornée d’un portail du XIIIe siècle, est inscrite aux monuments historiques depuis 1974. Elle conserve une cuve baptismale du XIIe siècle, un Christ en bois du XVIIe siècle, un autel de bois doré du XVIIIe siècle et, placé au-dessus de la porte, un portrait de saint François de Sales offert par un habitant de Saint-Geyrac en 1739.

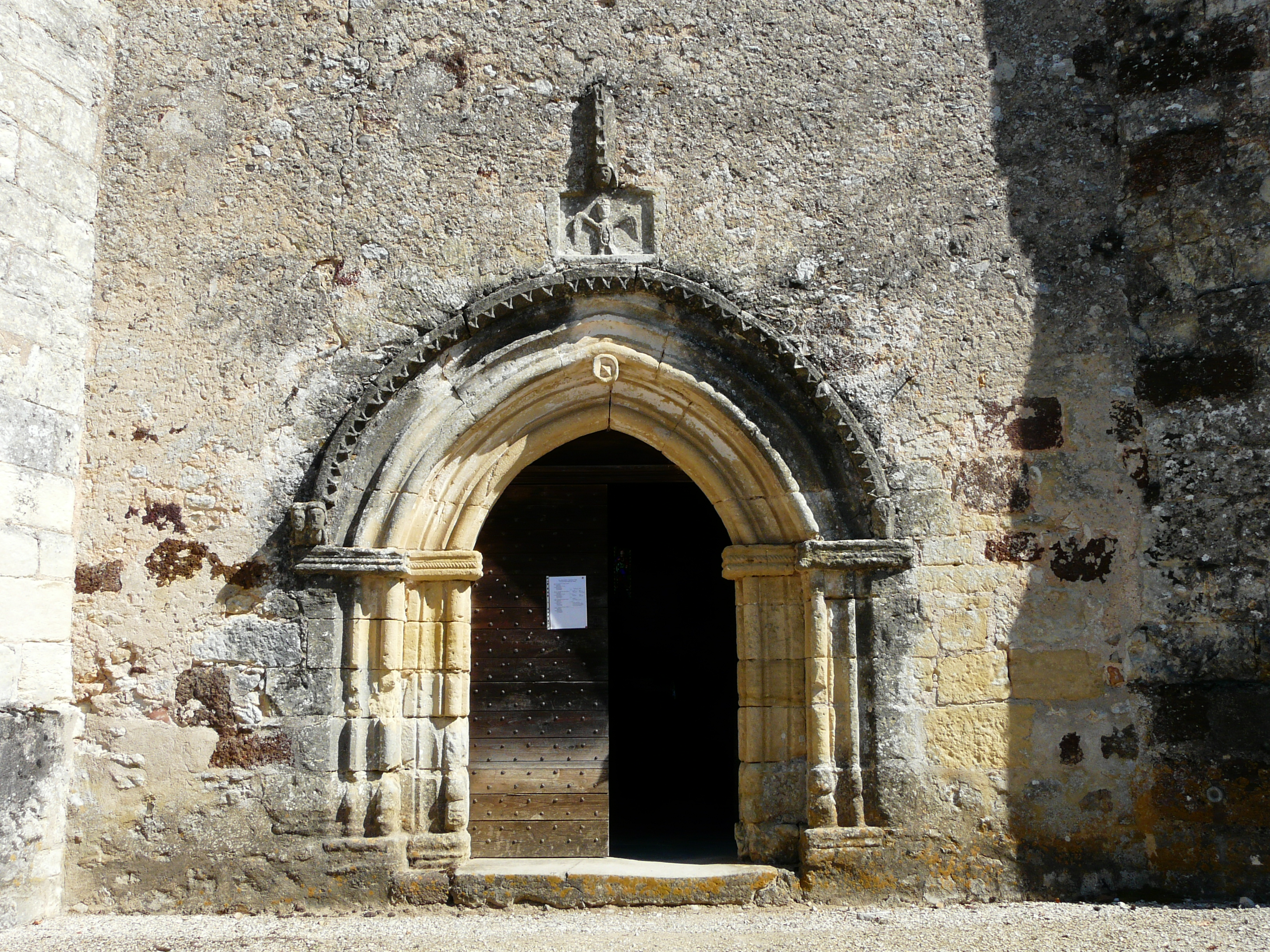
Le portail de l'église.
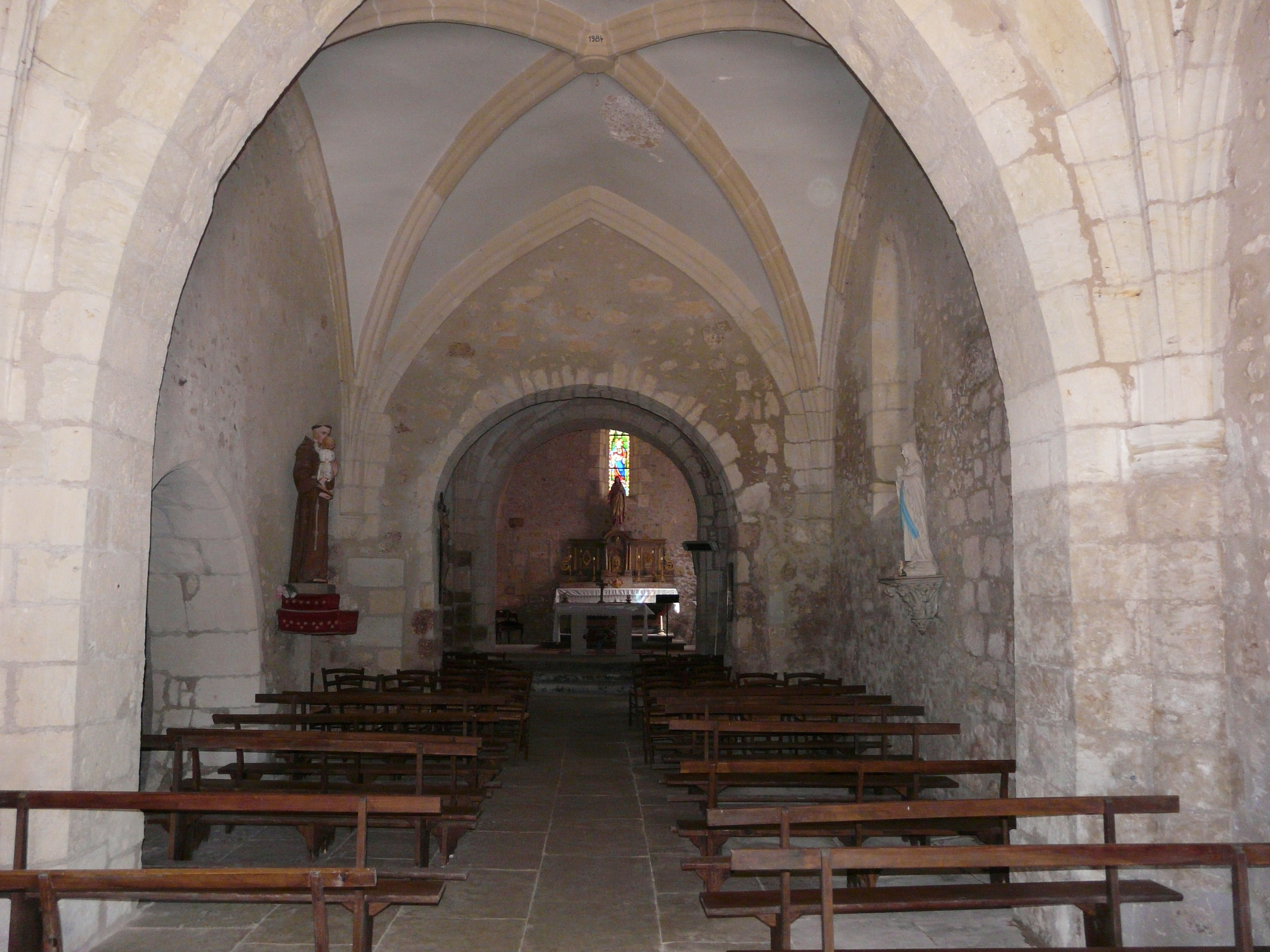
La nef.

### Personnalités liées à la commune
- Madame Gaillard Lacombe née de Bernières, de son nom d'artiste Marie Bernières-Henraux, sculptrice, ancienne élève de Rodin. Elle offrit à la cathédrale Saint-Front de Périgueux un tableau intitulé « Le Couronnement de la Vierge » de l'artiste italien Simone di Filippo. Ce tableau a été classé par les monuments historiques le 27 mars 2000[57].

## Pour approfondir